# Lago Bret
O Lago Bret é um lago localizado no município de Puidoux, no cantão de Vaud, Suíça. Este lago está localizado ao norte do Lago de Genebra. 
Este lago natural é utilizado como água potável e reservatório para a cidade de Lausanne.